# 雛祭

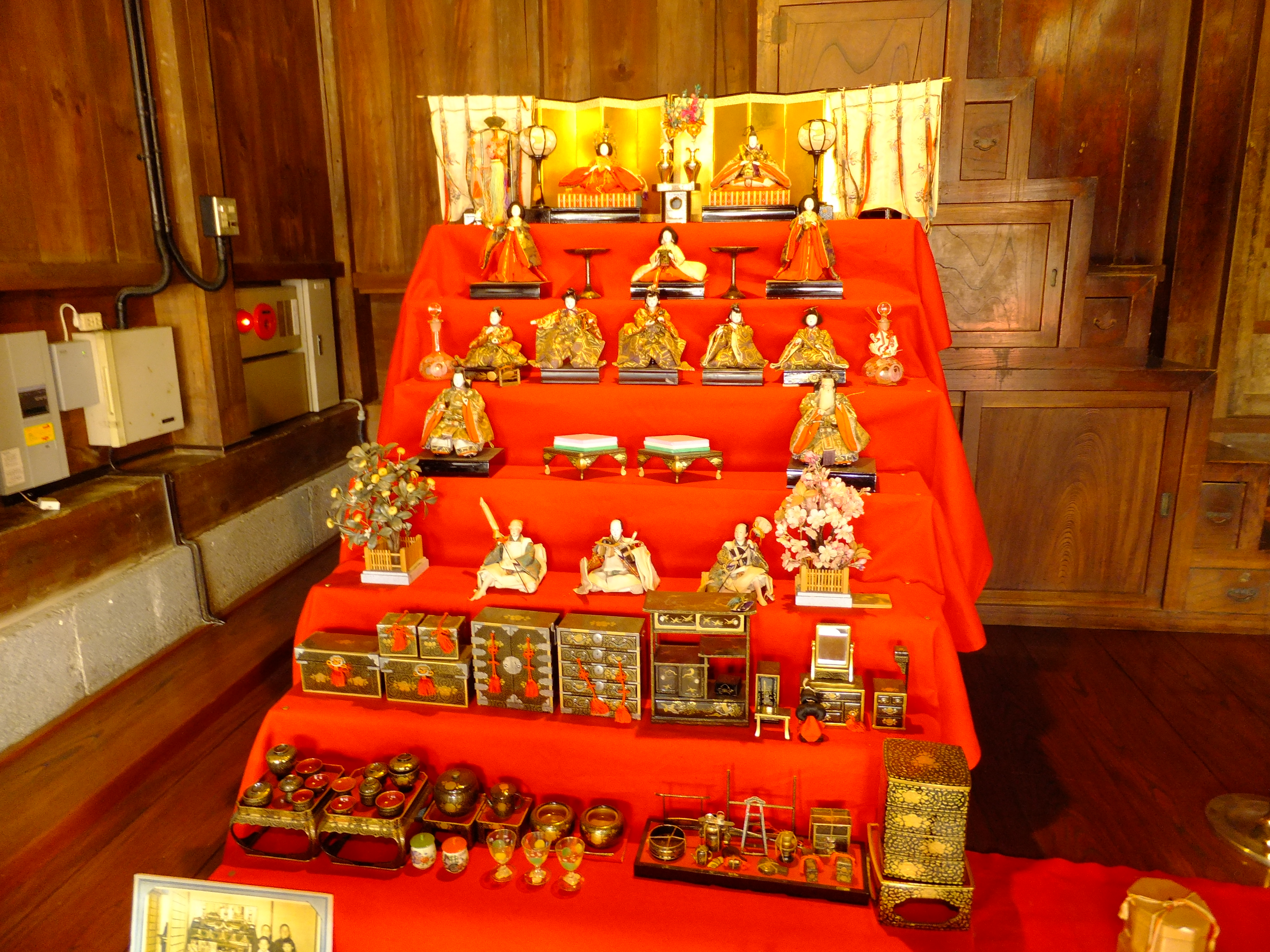
傳統擺法的女兒節人形娃娃

雛祭（日语：／ hina matsuri */?）是日本女孩子的節日，又稱人偶節、上巳节（じょうし/じょうみ）、女儿节、桃花节、娃娃节，屬於一種「年中行事」。本來在農曆的三月初三，明治維新後改為西曆3月3日。

## 由來
日本平安時代受到唐國上巳節（三月三）的「送厄船」和「曲水流觴」的風俗影響，人們用紙做成人形狀，表示自己身體不適便轉移到人形上，然後放入河流走。1544年的日本文献上已经有记载关于三月份庆祝节日的情况，但并未提及女儿节，只提及了桃花酒、艾草粘糕等，直到1629年才开始出现在皇宫内，到17世纪后半才开始在坊间流行起来。現在日本有些地方還保持這種女兒節習俗，在當晚把各式各樣的人形娃娃隨著河裡漂流，祈求健康、平安。

## 人形娃娃
在雏祭这一天，父母會為女兒設置階梯狀的陳列台，由上至下，擺放穿著唐衣的娃娃，這種娃娃在日本稱為雛人形。

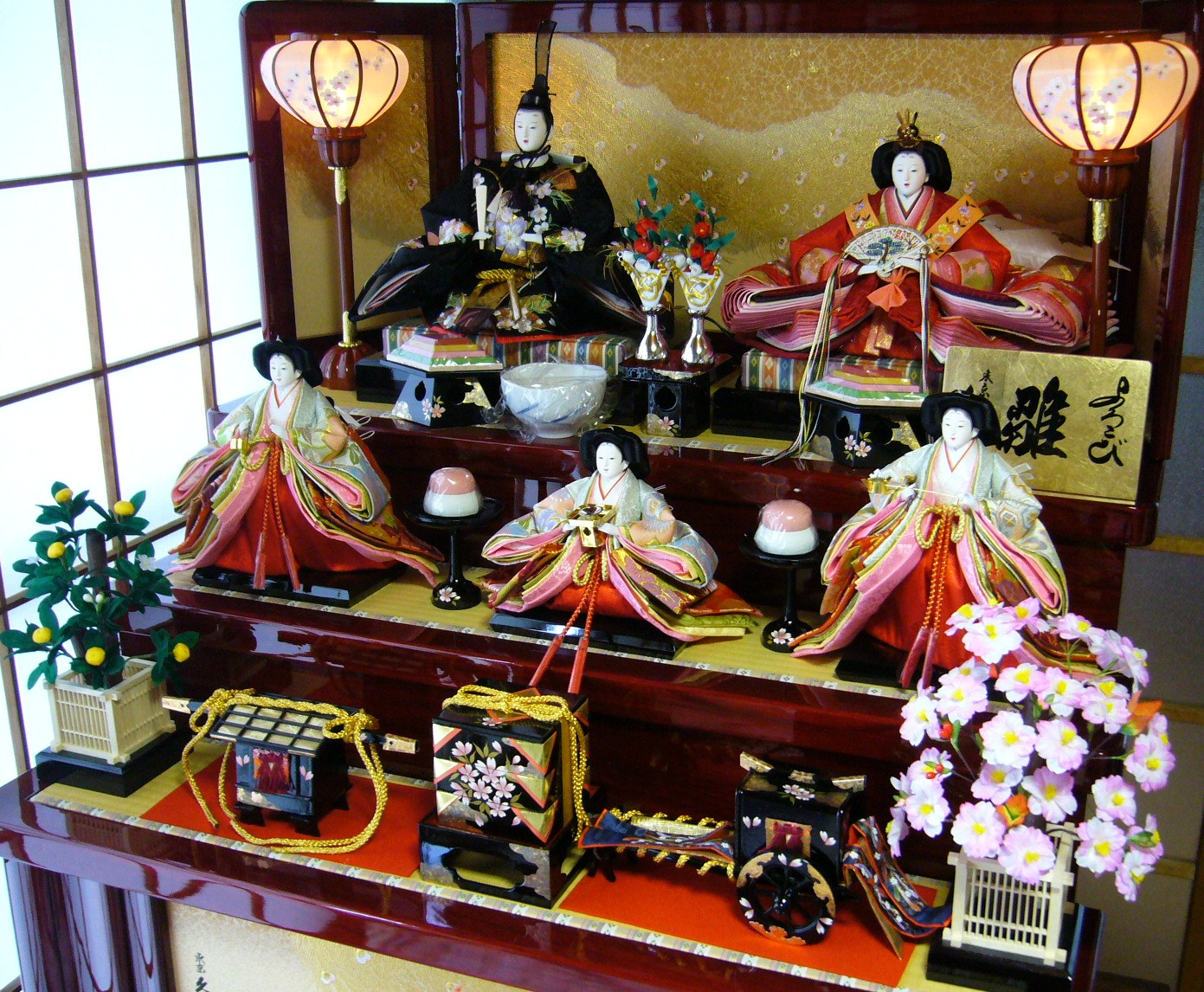
三階雛人形擺放樣式

### 擺放方式[3]
精巧的人形娃娃的擺法也是很講究的。一般來說，最上階金色屏風前的兩尊穿著豪華的分別是穿著衣冠束帶的天皇及穿著厚厚的十二單衣的皇后，傳統擺法是從娃娃方向的男左女右（正面看男右女左），現代常見從娃娃方向的男右女左（正面看男左女右）的方式是明治維新後流行的西化擺法。
一般擺人形娃娃分為七個階級，分別是：
- 第一階是一對天皇與皇后的宮廷人形。
- 第二階是三名宮女，手執酒、酒杯及酒壺。
- 第三階是演奏音樂的五人樂隊。
- 第四階是隨從（日语：／），從娃娃的方向看，天皇左邊是老人形象的左大臣，右邊是較年輕的右大臣。
- 第五階是三名僕人。
- 第六階通常擺些小型嫁妝用家具。
- 第七階是牛車、重箱、轎子等；左側則會放置櫻盆栽，右側則會放置橘盆栽。

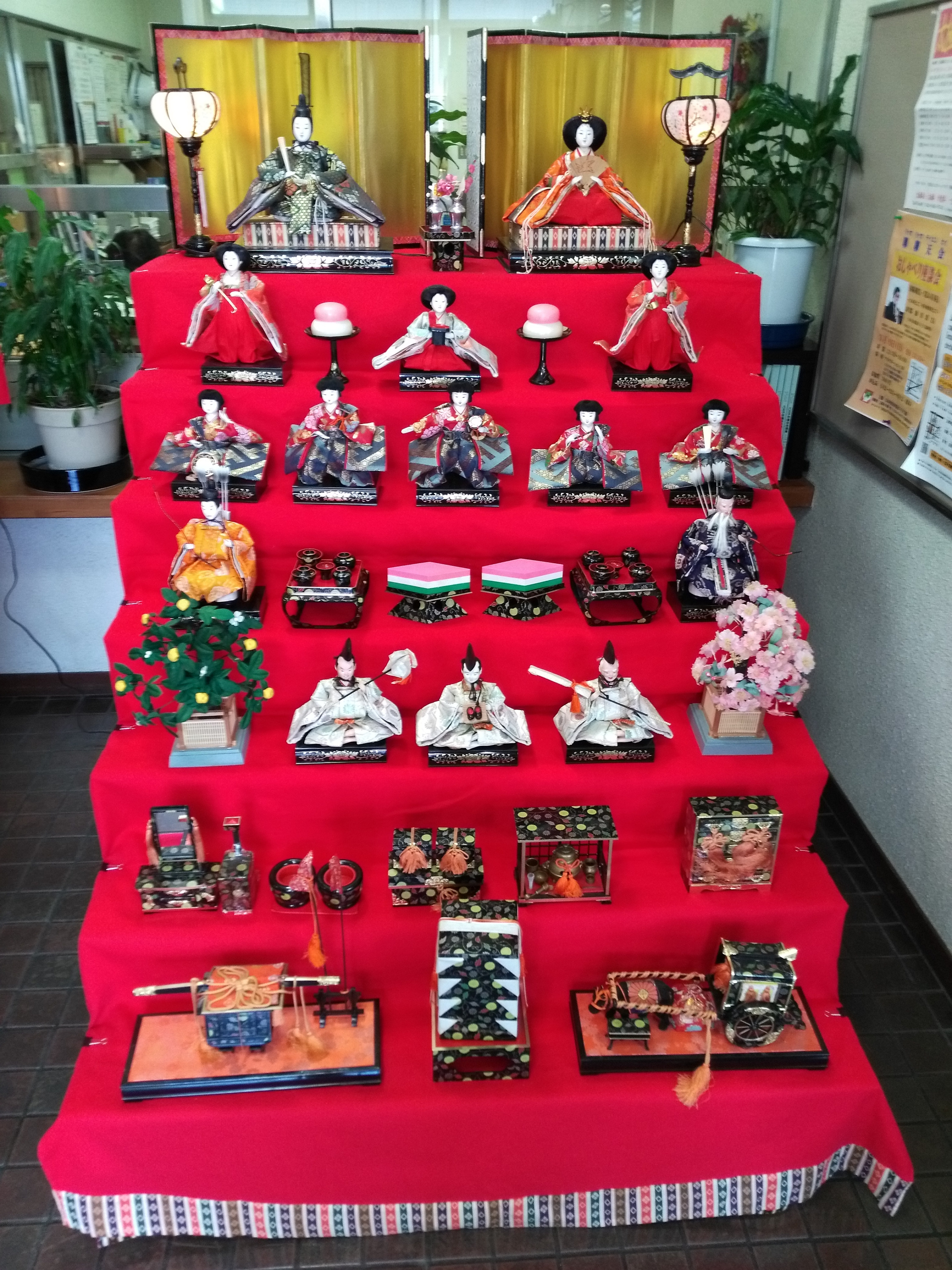
完整雛人形擺放式樣

一般需要15個人形娃娃，七階的台子，加上其他飾品的話，價錢不菲。因此，也就選擇階數較少的台子。如：5階、3階或1階。日本人視奇數為吉數。
不過，大多數的電腦虛擬遊戲若是有女兒節擺飾，為求在有限的空間內擺飾能盡量的完整呈現，人偶的擺飾大多數都是四至五階，只有12個娃娃，即為天皇、皇后、三人宮女、五人樂隊、以及左右大臣，若有五階，第五階則只擺放牛車、重箱、轎子、櫻盆栽、橘盆栽。

### 價格及費用承擔
由於人形娃娃可以代代相傳，當嫁女兒的時候，把人形娃娃和新添購的家具作為嫁妝讓女兒帶走。女孩第一次過的雛祭，人形娃娃都是母親娘家方面提供，時至現在，費用的承擔，都是由兩家平分、對折。有的因為小朋友還小，所以一般都不會買太昂貴的娃娃，反而都是逐年添購補充。如果母親娘家本身的人形娃娃收藏較好的話，可以傳給自己的女兒，也就無需再多花錢了。有些名門世家的人形娃娃歷代相傳，累積到幾十數百個，每年擺飾出來都相當壯觀，有的甚至是從江戶時代就傳下來，有數百年歷史，並且被列為國家指定的特別文物，其價值難以估計。
一套普通的人形娃娃約15至50萬日圓，更昂貴的高達100萬日圓以上。所以近年來有不少人購買只有天皇及皇后的一階台子，高級一點的則會多買一對親王與內親王的人形像，甚至是一套放在玻璃箱裡的小型人形，價格相宜，也方便擺設。

### 擺飾時間
通常都在3月3日之前一、二個星期裡的吉日開始做準備。最重要的是，一過3月3日就要趕緊把人形收起來，否則，人們相信，這會影響到女孩子的婚期，將來女孩子很難嫁出去。

## 應節料理

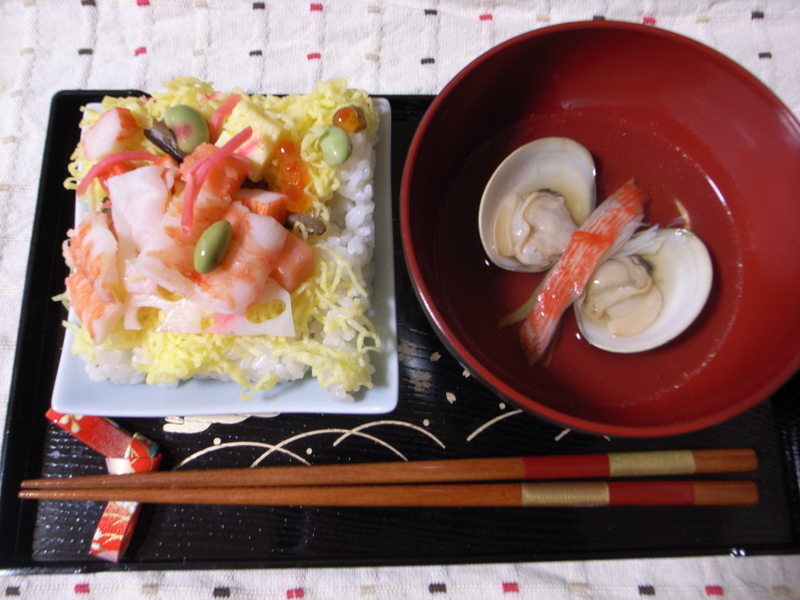
花寿司和蛤蜊湯

人形娃娃的擺飾上，第四階裡兩名隨從中間放置著菱餅、雛霰和白酒等，這些都是女兒節的應節物。
蛤蜊也是在女兒節最常吃到的東西，因為蛤蜊都是兩片兩片緊密結合在一起的，不同的殼一定無法密合，所以就藉此來象徵女性對愛情的專一。另外還有些料理，譬如清湯、花壽司等等。

## 送禮

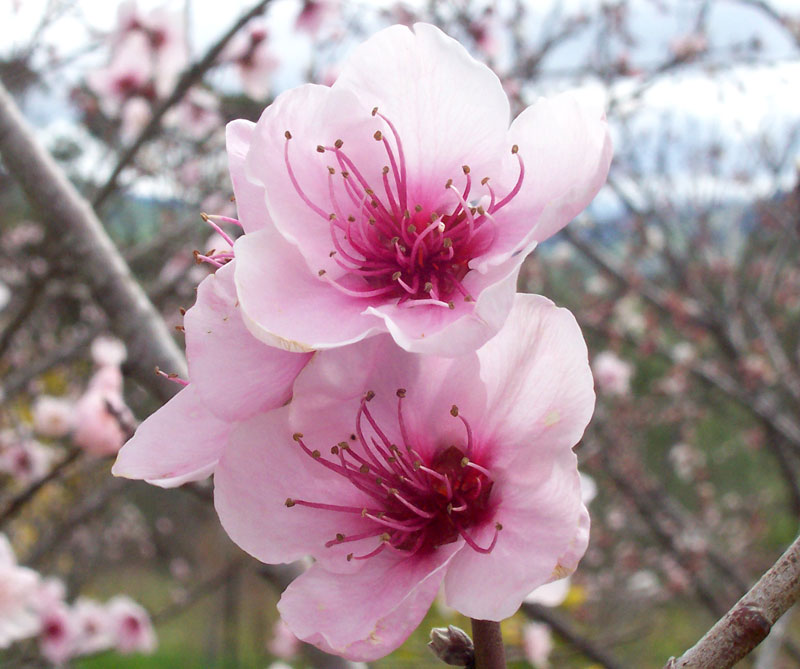
桃花是女兒節常用的禮品，配合「桃之節句」

對於受到邀請的客人來說，送禮時多選擇像桃花和女兒節有關的玩具，或和菓子等去慶祝，當然也可以送禮金。通常都在3月3日前三週的奇數日登門送禮。前往這種場合慶祝的時候，都盡量穿著顏色鮮豔的衣服，以配合整體氣氛。
還有回禮通常在節慶完後一個禮拜之內寄出，送的是節慶用的及紅白色方塊糖的組合禮。現在也有在回禮時，附上一張女兒節當天和人形娃娃合照的可愛照片。
嚴格來說，像這麼勞師動眾邀請人家來家裡同樂，節慶完後還要回禮等繁重的禮俗，多是第一次為女兒辦女兒節的時候，而以後的女兒節就都是較親近的家人一同慶祝了。